# Glasörtskaktus
Glasörtskaktus (Hatiora salicornioides) är en epifytisk art av kaktus östra Brasilien.
Extremt mångformig. Buskiga plantor till 100 cm med upprätt till hängande grenar. Stamsegment djupt gröna 1,5-5 cm långa, klubbformade, varje segment delar sig i ytterligare 2-6 segment, vilket ger en mycket buskig planta.
Areoler mycket små, men korta borst. Blommorna kommer i kortskottens spetsar, de är klocklika och gula till orangegula, 1-2 cm vida. Frukterna är vita, halvt genomskinliga. 
Arten kan troligen delas in i underarter, men än så länge har botanisterna inte kunnat enats om ett system.

## Odling
Lättodlad krukväxt som skall placeras i ljust under hela året, men skyddas mot stark sol. Jorden bör vara väldränerad, gärna med inblandning av leca eller orkidébark. Riklig vattning under vår och sommar, mer sparsamt vintertid. Ge kvävefattig gödning i små doser. Övervintras svalt under november-mars. Temperaturen bör ligga på 10-15°C. Utan sval vintervila blommar inte kaktusen. Blommar vanligen i början av året, ibland igen på hösten.

## Synonymer
- Cactus lyratus Vellozo
- Hariota bambusoides F.A.C.Weber 1898
- Hariota bambusoides var. deliculata (Löfgren) Castell. 1940
- Hariota salicornioides (Haworth) de Candolle
- Hariota salicornioides f. gracilior (Salm-Dyck ex C.F.Först.) Castell.
- Hariota salicornioides f. strictior (C.F.Först.) Castell.
- Hariota salicornioides f. villigera (K.Schumann) Castell.
- Hariota salicornioides var. bambusoides (F.A.C.Weber) K.Schumann
- Hariota salicornioides var. gracilior (Salm-Dyck ex C.F.Först.) Gürke
- Hariota salicornioides var. gracilis (F.A.C.Weber) K.Schumann
- Hariota salicornioides var. strictior (C.F.Först.) Gürke
- Hariota salicornioides var. villigera (K.Schumann) Backeberg
- Hariota villigera K.Schumann 1890
- Hatiora bambusoides (F.A.C.Weber) Britton & Rose 1923
- Hatiora cylindrica Britton & Rose 1923
- Hatiora salicornioides Britton & Rose
- Hatiora salicornioides f. bambusoides (F.A.C.Weber) F.Süpplie
- Hatiora salicornioides f. cylindrica (Britton & Rose) F.Süpplie
- Hatiora salicornioides f. gracilis (F.A.C.Weber) F.Süpplie
- Hatiora salicornioides f. stricta (F.A.C.Weber) F.Süpplie
- Hatiora salicornioides f. villigera (K.Schumann) F.Süpplie
- Hatiora salicornioides var. gracilis (F.A.C.Weber) Backeberg
- Hatiora salicornioides var. stricta (F.A.C.Weber) Backeberg
- Hatiora salicornioides var. villigera (K.Schumann) Backeberg
- Rhipsalis salicornioides Haw.
- Rhipsalis salicornioides var. bambusoides F.A.C.Weber
- Rhipsalis salicornioides var. cylindrica (Britton & Rose) Kimnach
- Rhipsalis salicornioides var. gracilior Salm-Dyck ex C.F.Först.
- Rhipsalis salicornioides var. gracilis F.A.C.Weber
- Rhipsalis salicornioides var. stricta F.A.C.Weber
- Rhipsalis salicornioides var. strictior C.F.Först.
- Rhipsalis salicornioides var. villigera (K.Schumann) Löfgren
- Rhipsalis villigera (K.Schumann) Orcutt 1902

### Webbkällor
- Rhipsalis.com - Hatiora salicornioides